# Квалё, Йорунн
Йорунн Квалё (норв. Jorunn Kvalø, род. 15 июля 1975) — норвежская профессиональная велогонщица, представлявшая Тронхьемский велоклуб; победительница национального чемпионата Норвегии по шоссейному велоспорту 1995 года,  многократный призёр национальных первенств и участница престижных международных соревнований, включая Джиро д’Италия Донне и Гранд Букль феминин.

## Карьера
Её первые шаги в велоспорте связаны с Тронхьемским велоклубом (TVK) — старейшим велоклубом Норвегии, основанным в 1885 году. Этот клуб стал кузницей талантов для норвежского велоспорта. Под руководством опытных тренеров TVK Квалё быстро прогрессировала, демонстрируя выдающиеся результаты на юниорских соревнованиях.
Важным этапом стало её участие в молодёжной программе клуба, где особое внимание уделялось совмещению технической подготовки и участию в местных гонках. Уже в 1994 году она вошла в состав взрослой команды TVK, начав выступать на национальном уровне.
Пик карьеры Квалё пришёлся на середину 1990-х годов. В 1995 году она впервые стала чемпионкой Норвегии в групповой гонке. Этот успех стал отправной точкой для её дальнейших выступлений на международной арене. В том же году она заняла второе место в индивидуальной гонке на чемпионате страны, уступив лишь Мэй Бритт Хартвелл.
Впоследствии Квалё ещё пять раз поднималась на подиум национальных первенств: в 1996 году — 3-е место в индивидуальной гонке, в 1997 — 2-е место в групповой и индивидуальной гонках, в 1998 — 3-е место в индивидуальной гонке, в 2001 — 2-е место в индивидуальной гонке, в 2002 — 2-е место в групповой гонке. Эти результаты сделали её одной из самых титулованных велогонщиц Норвегии своего поколения.
С 1995 года Квалё регулярно участвовала в престижных многодневках. Её дебют на Джиро д’Италия Донне в 1995 году завершился 34-м местом в общем зачёте. Наивысшим достижением стало 28-е место в 2001 году, когда она выступала за команду Sponsor Service. В Гранд Букль феминин её лучший результат — 27-е место в 1997 году. В 1998 году она сошла с дистанции, в связи с травмой, полученной во время третьего этапа. В 1995 году она выиграла Королевский кубок.
В однодневных гонках Квалё победила на Чейтрампет в 1997 году — шведской гонке, входившей в женский мировой шоссейный календарь UCI. На финише она опередила российскую велогонщицу Светлану Самохвалову и шведку Мари Хёльер. В 2002 году Квалё вновь поднялась на подиум этой гонки, заняв третье место. На Чемпионате Европы 1997 года для спортсменов до 23 лет она заняла 5-е место в групповой гонке, уступив Диане Жилюте (Литва), Исаскун Бенгоа (Испания), Дженни Алгелид-Бенгтссон (Швеция) и Эдите Пучинскайте (Литва).
С 2001 года Квалё выступала за Team Sponsor Service, специализировавшуюся на подготовке молодых спортсменок.

## Достижения
1995
 Чемпионат Норвегии — групповая гонка
2-я на Чемпионате Норвегии — индивидуальная гонка
Королевский кубок
1996
3-я на Чемпионате Норвегии — индивидуальная гонка
1997
Чейтрампет
2-я на Чемпионате Норвегии — групповая гонка
2-я на Чемпионате Норвегии — индивидуальная гонка
5-я на Чемпионате Европы — групповая гонка
9-я на 1-м этапе Гранд-Букль феминин
27-я на Чемпионате мира — индивидуальная гонка
1998
3-й этап Холланд Ледис Тур
3-я на Чемпионате Норвегии — индивидуальная гонка
3-я на Большой осенней премии Вестербеек
8-я на Гран-при Вильгельма Телля
2000
6-й этап Трофи д’Ор
5-й этап Garcia Tour
3-я на Туре Бретани
29-я на Чемпионате мира — индивидуальная гонка
2001
2-я на Чемпионате Норвегии — индивидуальная гонка
2002
2-я на Чемпионате Норвегии — групповая гонка
3-я на Чейтрампет

### Статистика выступления наГранд-турах
| Гонка / Год          | 1995 | 1996 | 1997 | 1998 | 1999 | 2000 | 2001 |
| -------------------- | ---- | ---- | ---- | ---- | ---- | ---- | ---- |
| Гранд Букль феминин  | —    | —    | DNF  | 38   | 68   | —    | —    |
| Тур де л'Од феминин  | —    | —    | 27   | —    | —    | —    | 35   |
| Джиро д’Италия Донне | 34   | —    | —    | —    | —    | —    | 28   |